# Aprosthema bifurca
Aprosthema bifurca is een vliesvleugelig insect uit de familie van de Argidae. De wetenschappelijke naam van de soort is voor het eerst geldig gepubliceerd in 1834 door Klug.